# Hager City
Hager City es un lugar designado por el censo ubicado en el municipio de Trenton, en el condado de Pierce, Wisconsin, Estados Unidos. Según el censo de 2020, tiene una población de 357 habitantes.

## Geografía
La localidad está ubicada en las coordenadas 44°36′7″N 92°32′0″O / 44.60194, -92.53333 (44.602063, -92.533469). Según la Oficina del Censo de los Estados Unidos, Hager City tiene una superficie total de 5.01 km², de la cual 5.00 km² corresponden a tierra firme y 0.01 km² son agua.

## Demografía
Según el censo de 2020, hay 357 personas residiendo en Hager City. La densidad de población es de 71 hab./km². El 94.68% de los habitantes son blancos, el 0.56% son afroamericanos, el 0.28% es de otra raza y el 4.48% son de una mezcla de razas. Del total de la población, el 1.12% son hispanos o latinos de cualquier raza.